# Ruggiero Torelli
Ruggiero Torelli (* 7. Juni 1884 in Neapel; † 9. September 1915 in Monfalcone) war ein italienischer Mathematiker.

## Leben und Werk
Er war der Sohn des Mathematikers Gabriele Torelli, bei dem er in Neapel studierte. Seinen Laurea-Abschluss erwarb er an der Universität Pisa 1904. Außerdem war er Assistent bei Eugenio Bertini in Pisa und Francesco Severi in Parma und Padua. Torelli war ab 1909 Dozent für Geometrie in Pisa. Er fiel im Ersten Weltkrieg – genauer starb er in der Etappe an einem Herzanfall, möglicherweise weil er seinen Gesundheitszustand verschwieg um als Freiwilliger an der Front zu bleiben.
Er ist für den Satz von Torelli bekannt, der besagt, dass eine kompakte Riemannsche Fläche (entsprechend einer nichtsingulären algebraischen Kurve im projektiven Raum) durch ihre Jacobi-Varietät (einer abelschen Varietät) gegeben ist, oder anders ausgedrückt, dass eine algebraische Kurve über den komplexen Zahlen durch ihre Perioden bestimmt wird. Torelli bewies dies für algebraische Kurven über den komplexen Zahlen, es gilt aber auch über algebraisch abgeschlossenen Körpern. Verallgemeinerte Theoreme vom Torelli-Typ (bei denen untersucht wird, inwieweit eine algebraische Varietät durch eine zugeordnete andere Varietät festgelegt ist) werden bis heute untersucht.

## Schriften
- Collected Papers, Herausgeber  Ciro Ciliberto, Paulo Ribenboim, Edoardo Sernesi, Kingston (Ontario), Queen´s University Press 1995